# Russell Lloyd
Russell Lloyd (* 16. Januar 1916 in Swansea, Wales; † 21. Januar 2008 in Cranleigh, Surrey, England) war ein britischer Filmeditor.

## Leben
Seine ersten Erfahrungen sammelte er als Schnittassistent von William Hornbeck, Jack Dennis und Francis D. Lyon in den 1930er Jahren. Der Film The Squeaker aus dem Jahr 1937 war seine erste eigenständige Arbeit als Editor. Während des Zweiten Weltkriegs diente er freiwillig in der Royal Naval Reserve. 1943 wurde ihm aufgetragen, den Schnitt des Dokumentarfilms Close Quarters zu übernehmen. Somit schied er aus dem aktiven Seedienst aus. Nach dem Ende des Krieges war er wieder regulär als Editor tätig.
Beginnend mit Moby Dick aus dem Jahr 1956 verband ihn eine jahrelange Zusammenarbeit mit dem Regisseur John Huston, die 1975 mit der Fertigstellung des Films Der Mann, der König sein wollte endete. Insgesamt arbeiteten die beiden bei elf Filmen zusammen.
1976 erhielt er für seine Arbeit an Der Mann, der König sein wollte eine Nominierung für den Oscar in der Kategorie Bester Schnitt.
Lloyd war erster Ehe von 1943 bis 1949 verheiratet, aus dieser ging ein Kind hervor. Eine zweite Ehe schloss er 1950. Er wurde Vater vier weiterer Kinder.
Einschließlich seiner letzten Produktion Absolute Beginners – Junge Helden aus dem Jahr 1986 war Lloyd an fast 50 Filmen beteiligt. Im Anschluss folgten keine weiteren Angebote für ihn.

## Filmografie (Auswahl)
- 1948: Anna Karenina
- 1951: Geheimdienst schlägt zu (I’ll Get You for This)
- 1952: Insel der Verheißung (Saturday Island)
- 1953: Die Maharani von Dschansi (Jhansi Ki Rani)
- 1953: Boccaccios große Liebe (Decameron Nights)
- 1956: Moby Dick
- 1957: Der Seemann und die Nonne (Heaven knows, Mr. Allison)
- 1958: Die Wurzeln des Himmels (The Roots of Heaven)
- 1959: Die schwarze Lorelei (Whirlpool)
- 1960: Denen man nicht vergibt (The Unforgiven)
- 1962: Patricia und der Löwe (The Lion)
- 1964: Der Menschen Hörigkeit (Of Human Bondage)
- 1965: 31 Grad im Schatten (Ninety Degrees in the Shade)
- 1965: Eine Tür fällt zu (Return from the Ashes)
- 1966: Jagt den Fuchs! (Caccia alla volpe)
- 1967: Spiegelbild im goldenen Auge (Reflections in a Golden Eye)
- 1969: Dave – Zuhaus in allen Betten (Sinful Davey)
- 1969: Eine Reise mit der Liebe und dem Tod (A Walk with Love and Death)
- 1970: Der Brief an den Kreml (The Kremlin Letter)
- 1971: Wen die Meute hetzt (The Last Run)
- 1972: Liebe und Schmerz und das ganze verdammte Zeug (Love and Pain and the Whole Damn Thing)
- 1973: Der Mackintosh Mann (The Mackintosh Man)
- 1975: Der Mann, der König sein wollte (The Man Who Would Be King)
- 1979: Tödliche Botschaft (The Lady Vanishes)
- 1980: Das boshafte Spiel des Dr. Fu Man Chu (The Fiendish Plot of Dr. Fu Manchu)
- 1985: Christopher Columbus
- 1986: Absolute Beginners – Junge Helden (Absolute Beginners)